# Värmevärde

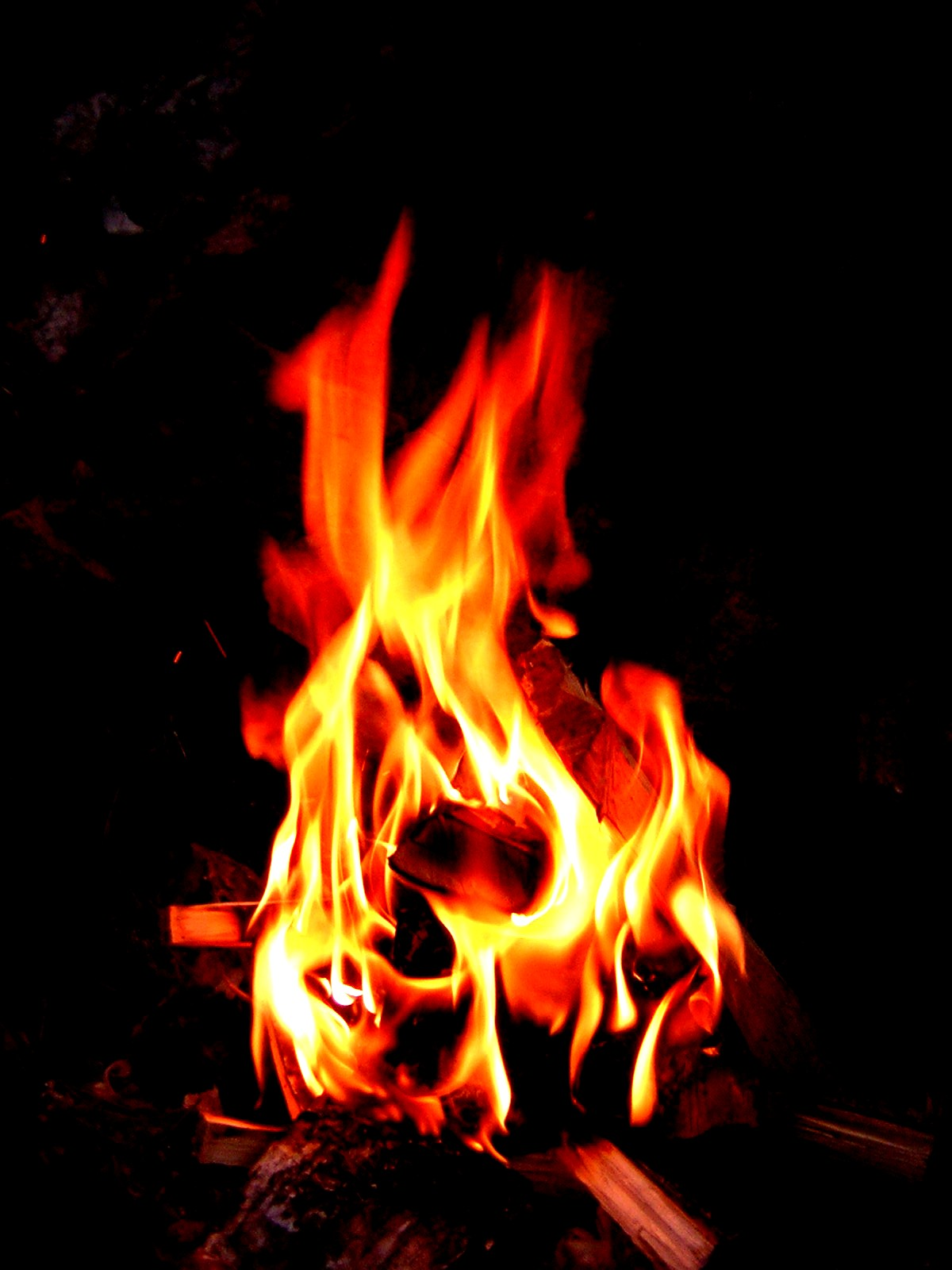
Vid förbränning av ved frigörs energi i enlighet med vedens värmevärde. Den frigjorda värmen beror dock på hur fuktig veden är, vilket beaktas i det så kallade effektiva värmevärdet, men inte i det kalorimetriska värmevärdet. Värmevärden för ved måste bestämmas experimentellt.

Värmevärde är en term som anger hur stor energi som utvecklas vid förbränning av en viss mängd av ett bränsle. Värmevärdet är samma sak som reaktionsentalpin för förbränningsreaktionen, det vill säga skillnaden mellan reaktanternas och produkternas entalpi, men värmevärde har blivit den etablerade beteckningen. Värmevärde är en viktig egenskap för bränslen, då det anger deras energiinnehåll, och kan variera mycket mellan olika bränslen. 
Energi som frigörs vid förbränning av ett bränsle kallas också ibland förbränningsvärme.

## Beräkning
För enkla bränslen i gas- eller vätskeform kan värmevärdet ofta beräknas utifrån de olika komponenternas reaktionsentalpi. Till exempel kan värmevärdet för naturgas enkelt beräknas, då naturgasen främst består av metan som vid förbränning blir koldioxid och vatten. För bränslen med en mera komplicerad kemisk uppbyggnad, såsom kol och trä, har dock värmevärdena oftast bestämts experimentellt.
Värmevärdet anges vanligen i energienheter per massenhet, till exempel joule per kilogram (J/kg), men även det kan även anges per volymenhet (Joule per kubikmeter) eller per substansmängd (Joule per mol).

## Kalorimetriskt och effektivt värmevärde
Värmevärden kan definieras på olika sätt. Ifall man endast beaktar energiskillnaden mellan bränslet och produkterna (vanligtvis askan och rökgaserna) vid samma temperatur, använder man det så kallade kalorimetriska värmevärdet. Ifall man kan utnyttja all den energi som finns i rökgaserna i form av värme, är det kalorimetriska värmevärdet användbart. Ofta kan dock en betydande del av energin i rökgaserna försvinna, till exempel genom en skorsten. I och med att vatten övergår från vätska till gas (vattenånga) med en hög ångbildningsentalpi, kommer denna energi att försvinna om vattnet befinner sig i ångform när värmen inte längre kan utnyttjas. Det effektiva värmevärdet beaktar vattnets ångbildningsentalpi, så att denna räknas bort från det kalorimetriska värmevärdet. Det effektiva värmevärdet är därför alltid lägre än det kalorimetriska, speciellt om rökgaserna innehåller mycket vattenånga. Se vidare rökgaskondensering.
Det kalorimetriska värmevärdet kallas på engelska Higher Heating Value, förkortat HHV. Det effektiva värmevärdet kallas Lower Heating Value eller LHV. Dessa förkortningarna förekommer ofta på svenska. Ibland kan även kalorimetriska och effektiva värmevärden kallas för högre och lägre värmevärden, i likhet med det engelska språkbruket.

## Olika bränslens värmevärden
Nedan följer några vanliga bränslens kalorimetriska och effektiva värmevärden. 
Observera att värmevärdet för trä (ved) gäller för ved med 0 % fukthalt. Vid 40% fukthalt är värmevärdet 10,5 MJ/kg. 1 MJ = 0.278 kWh
| Bränsle               | Kalorimetriskt värmevärde (MJ/kg) | Effektivt värmevärde (MJ/kg) |
| --------------------- | --------------------------------- | ---------------------------- |
| Väte                  | 141.8                             | 121                          |
| Metan                 | 55.5                              | 50.0                         |
| Etan                  | 51.9                              | 47.8                         |
| Propan                | 50.35                             | 46.35                        |
| Butan                 | 49.5                              | 45.75                        |
| Pentan                |                                   | 45.35                        |
| Bensin                | 47.3                              | 44.4                         |
| Paraffin              | 46                                |                              |
| Kerosin               | 46.2                              | 43.0                         |
| Diesel                | 44.8                              |                              |
| Kol (fossilt bränsle) | 15–27                             |                              |
| Koks                  | 28-30                             |                              |
| Trä                   | 19.1                              |                              |
| Ved 20% H2O           | ?                                 | 14,9                         |
| Torv                  | 6–15                              |                              |
| Metanol               | 22.7                              |                              |
| Etanol                | 29.7                              |                              |
| Etanol 95%            | ?                                 | 24,9                         |
| Propanol              | 33.6                              |                              |
| Etyn (acetylen)       | 49.9                              |                              |
| Bensen                | 41.8                              |                              |
| Ammoniak              | 22.5                              |                              |
| Hydrazin              | 19.4                              |                              |
| Hexametylentetramin   | 30.0                              |                              |
| Kol (grundämne)       | 32.8                              |                              |